# Pungemühle
Pungemühle ist ein Weiler im Ortsteil Amedorf der Stadt Neustadt am Rübenberge in Niedersachsen. Pungemühle liegt zwei Kilometer nordwestlich von Amedorf.

## Geschichte
Für das Jahr 1835 wird die Pungemühle als zum Ort Amedorf zugehörig benannt. Für das Jahr 1848 wird angegeben, dass Pungemühle nach Mandelsloh eingepfarrt war. Die Schule befand sich in Welze.